# Rita Sinon
Rita Sinon (1943-8 tháng 5 năm 1989) là một chính trị gia Seychelles gốc Kenya, người đã trở thành nữ Bộ trưởng đầu tiên của Seychelles khi bà được bổ nhiệm làm Bộ trưởng Nội vụ vào ngày 19 tháng 9 năm 1986.
Chồng cô Guy Sinon và con trai Peter Sinon cũng phục vụ trong Nội các Seychelles.
Sinon là một người thân cận của France-Albert René, và làm việc chặt chẽ trong những năm đầu của nước cộng hòa với Sylvette Frichot.